# منشأة سلمان باك
منشأة سلمان باك هي منشأة عسكرية عراقية بالقرب من بغداد. وقد قامت المخابرات العسكرية الأمريكية بتقييمها زورا على أنها مركز رئيسي لبرامج الأسلحة البيولوجية والكيماوية العراقية.

## خلفية
تقع منشأة سلمان باك على بعد حوالي 15 ميلا (24 كم) جنوب بغداد في شبه جزيرة تشكلها تعرج واسع شرقا لنهر دجلة، بالقرب من بلدة تسمى أيضا سلمان باك. وتبلغ مساحة أراضي المنشأة حوالي 20 كيلومترا مربعا. ووفقا لاتحاد العلماء الأمريكيين، كان التركيب مركزا رئيسيا لبرامج الأسلحة البيولوجية والكيميائية في العراق. في عامي 1989 و1990، بحثت المختبرات في المجمع في الجمرة الخبيثة والبوتولينوم وكلوستريديوم والبيرفرينجنز والسموم الفطرية والأفلاتوكسينات والريسين. كما استخدمته المخابرات معسكرا لتدريب القوات الخاصة في أقصى نقطة جنوبية من شكل الأرض المتغيرة كمقر لمديرية العمليات الخاصة [14].

## الصلات المزعومة بالإرهاب
وقد نوقش المرفق في الفترة التي سبقت غزو العراق في عام 2003 نتيجة لحملة شنها منشقون عراقيون مرتبطون بالمؤتمر الوطني العراقي للتأكيد على أن المجمع يضم معسكرا لتدريب الإرهابيين تم بناؤه لهذا الغرض؛ رواية روج لها لأول مرة الصحفيون الغربيون ديفيد روز وجوديث ميلر. داخليا، خلصت كل من وكالة الاستخبارات المركزية (CIA) ووكالة استخبارات الدفاع (DIA) إلى أنه لا يوجد دليل يدعم هذه الادعاءات. وقال محلل في وكالة الاستخبارات المركزية للجنة الاستخبارات المختارة في مجلس الشيوخ إن المؤتمر الوطني العراقي «يدفع بمعلومات منذ فترة طويلة عن سلمان باك وتدريب تنظيم القاعدة». وأشار الصحفيان جوناثان لانداي ووارن ستروبل في نوفمبر 2005 إلى أنه «بعد الحرب، قرر المسؤولون الأمريكيون أن منشأة في سلمان باك كانت تستخدم لتدريب قوات الكوماندوز العراقية لمكافحة الإرهاب».
قال منشقون عراقيون مرتبطون بالمؤتمر الوطني العراقي إن المعسكر استخدمته المخابرات لتدريب الميليشيات العراقية مثل الفدائيين على استخدام الأسلحة العسكرية الصغيرة وقذائف آر بي جي والاغتيال والتجسس وتقنيات مكافحة التمرد. وبعد فترة وجيزة من هجمات 11 سبتمبر 2001، أكد أعضاء في المؤتمر الوطني العراقي أن المنشأة استخدمت لتدريب الخاطفين المتورطين. وزعم صباح خدادة، وهو نقيب سابق في الجيش العراقي، أن الهجمات نفذها أشخاص تدربوا في العراق. في برنامج تلفزيوني أمريكي خاص على قناة PBS Frontline، ادعى رجل عرف فقط «لفتنانت جنرال عراقي»، أنه في عام 2000 كان «ضابط الأمن المسؤول عن الوحدة» في سلمان باك ورأى طلابا عربا يتعلمون كيفية اختطاف الطائرات باستخدام جسم طائرة بوينغ 707 في سلمان باك. أجرت صحيفة «اليوم الآخر» العراقية الأسبوعية المستقلة مقابلة مع ضابط عراقي سابق ادعى أيضا أن سلمان باك كان يستخدم لتدريب إرهابيين أجانب.
يشير سيمور هيرش إلى أن «سلمان باك اجتاحته القوات الأمريكية في 6 أبريل. ويبدو أن المخيم أو المرفق البيولوجي السابق لم يقدما أدلة تثبت الادعاءات التي قدمت قبل الحرب». وعثر في يونيو 2003 على مقبرة جماعية تحتوي على 150 جثة. وكانت الجثث على ما يبدو سجناء أُعدموا وقتلوا قبل ثلاثة أيام من دخول القوات الأمريكية إلى بغداد في أبريل 2003.

## وصلات خارجية
- Jack Fairweather article in Mother Jones
- Seymour Hersh on yin.typepad.com
- Seymour Hersh in The New Yorker
- PBS: Khodada
- PBS: Iraq Lt. General
- Salman Pak at globalsecurity.org